# Končulj
Končulj (serbisch-kyrillisch Кончуљ, albanisch Konçul bzw. Konçuli) ist ein Dorf der Opština Bujanovac im Süden Serbiens. In unmittelbarer Nähe befindet sich der Grenzübergang Končulj zwischen Serbien und Kosovo.
Der Ort liegt im Tal der Binačka Morava, eines aus Kosovo kommenden Quellflusses der Südlichen Morava.